# Levigazione
La levigazione è un metodo per separare particelle solide aventi differente densità o dimensioni sfruttando il fatto che ciascuna di tali particelle presenta una differente velocità di sedimentazione. In particolare, a parità di dimensioni, le particelle più dense sedimentano più velocemente. Si tratta dunque di una particolare operazione di sedimentazione, con la differenza che la sedimentazione vera e propria viene svolta per separare un solido dal liquido, mentre la levigazione è utilizzata per separare più solidi.

## Svolgimento
Durante la levigazione, le polveri che si vogliono separare vengono lavate con acqua. Le particelle più fine o meno dense restano i sospensione e vengono trascinate dall'acqua, mentre le particelle più dense restano sul fondo del recipiente. Tale operazione può essere svolta disponendo diversi contenitore in serie, in modo da ottenere più tagli, ciascuno contenente particelle aventi differente densità e/o dimensioni.

## Applicazioni

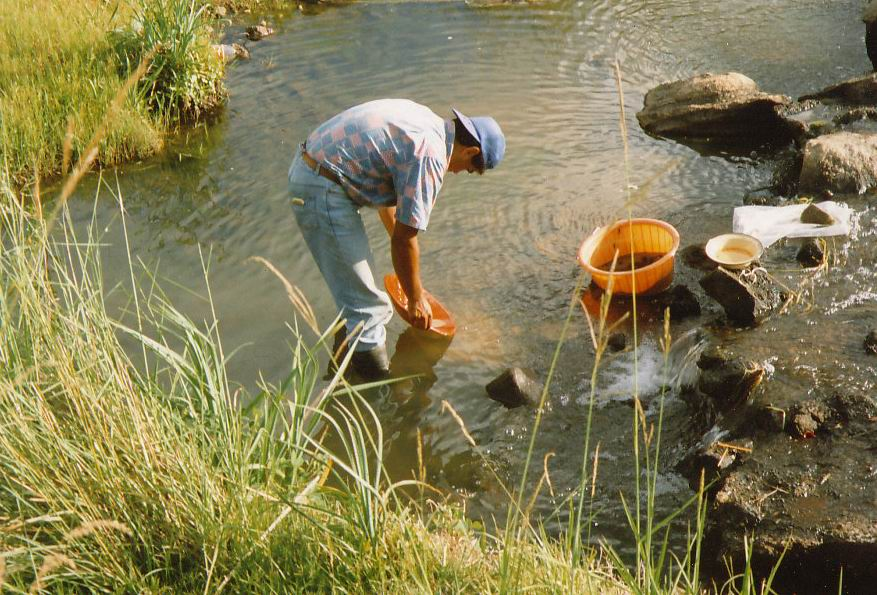
Separazione manuale dell'oro dalle sabbie aurifere attraverso levigazione.

La levigazione si utilizza ad esempio per ottenere oro dalle sabbie aurifere: infatti le particelle d'oro hanno una densità maggiore per cui rimangono depositate sul fondo, mentre la sabbia rimane in sospensione nel liquido. Allo stesso modo è possibile separare ematite, argento e altri minerali nativi.
Viene inoltre utilizzata per selezionare polveri di ocra aventi una determinata finezza.